# 한경희생활과학
한경희생활과학은 교육부 사무관으로 5급 공무원이자 맞벌이 주부였던 한경희가 공무원을 그만두고 만든 가전제품 기업이다.